# Mare de Déu de l'Esperança de Perpinyà
La Mare de Déu de l'Esperança de Perpinyà era la capella de la clínica del mateix nom, de la ciutat de Perpinyà, a la comarca del Rosselló, de la Catalunya del Nord.
Estava situada a la clínica del barri del Pirai, a llevant del del Molí de Vent i al sud-est del de Sant Galdric, en el segon pis de l'ala sud de l'edifici.
En una remodelació de la clínica de vers l'any 2000, la capella va desaparèixer per donar pas a una ampliació de la mateixa clínica.